# Alejandro Angelini
Alejandro Angelini (Buenos Aires, ca. 1970) es un comediante, guionista y actor argentino, residente desde 2024 en Roma, Italia. Reconocido como fundador y formador de artistas, junto a Diego Wainstein, del stand up en Argentina. Como guionista es coautor del guion de la serie El encargado (2022). 

## Carrera
Alejandro Angelini egresó de la Escuela Nacional de Arte Dramático (ENAD) donde estudió actuación. Inclinado hacia la comedia, durante la segunda mitad de la década de 1980 y la década de 1990 actuó en el circuito dramático under de Buenos Aires, como El Pozo Voluptuoso (Honduras al 4900), el Taller, etc. En 1990 actuó con Tato Bores en el programa televisivo Tato en busca de la vereda del sol
Apasionado por el stand up estadounidense en la década de 1990 se radicó en Estados Unidos donde realizó estudios de comedia en el Comedy Workshop de Los Ángeles dirigido por Judy Carter. Al regresar a la Argentina se vincula con Diego Wainstein para formar una escuela y establecer la práctica del stand up en Argentina. Ambos son considerados unánimemente como fundadores del stand up argentino.
A mediados de 2001 formó parte del espectáculo En pie de Risa, realizado por Diego Wainstein, Natalia Carulias y Martín Rocco, presentado en la sala El Ombligo de la Luna de Buenos Aires, considerado como el primer show de stand up en Argentina, con buena respuesta del público.
Simultáneamente, con Diego Wainstein, establecieron un método y una escuela de stand up que expandió el género en el país.
Desde entonces es un referente y formador del stand up argentino, con presentaciones en América Latina, España y Estados Unidos. Entre otros espectáculos presentó Stand up argentino (2002), Cómico stand up (2002), El Comediómetro (2004), Pasaje a Katmandú (2010).
En 2014 publicó el libro Comedia Zen, compilando sus aprendizajes y enseñanzas en el arte de la comedia.
Luego de la pandemia de Covid 19 de 2020/2021 se alejó del teatro. Como guionista es coautor del guion de la serie El encargado (2022).